# 拉瑙無鬚魮
拉瑙無鬚魮（学名：Puntius lanaoensis ）是輻鰭魚綱鯉形目鯉科的一個種，被IUCN列為極危保育類動物，分布於亞洲菲律賓民答那峨島拉瑙湖流域，本魚體黃褐色，背面深色，腹面灰白色；所有的鰭灰白色；體側具一條模糊的深色橫帶約略位於肩之上，背鰭硬棘4枚；背鰭軟條8枚；臀鰭硬棘3枚，體長可達9.4公分，棲息在中底層水域。